# ایزو/آی‌ئی‌سی ۲۴۷۲۷
ایزو/آی‌ئی‌سی ۲۴۷۲۷ اولین و معتبر ترین٬ استاندارد بین‌المللی برای رفع نیاز به ایجاد یک چارچوب کاری لایه به لایه (layered framework) برای پشتیبانی از همکاری توأم با هماهنگی کارت‌های هوشمند مشروط بر احراز هویت (identification)، تأیید اعتبار (authentication) و سرویس‌های امضای دیجیتال است.
سند IDSP ۰۵۲ توسط مؤسسه معروف ANSI بخش IDSP در تاریخ ۶/۲۱/۲۰۰۷ برای استاندارد ایزو/آی‌ئی‌سی ۲۴۷۲۷-۱ ارائه شده‌است.
این استاندارد، مجموعه‌ای از واسط های برنامه نویسی  دقیق برنامه نویرنامهای تعاملات بین کارت‌های با مدارات مجتمع (ICC) و برنامه‌های خارجی برای در برگرفتن سرویس‌های عمومی در استفاده چند قسمتی (multi-sector use).
ایزو/آی‌ئی‌سی ۲۴۷۲۷ به برنامه‌های ICC مربوط می‌شود. همچنین به مواردی که به برنامه‌های مدیریت هویت مرتبط هستند با رویکرد ایجاد هماهنگی (interoperability) بین آن‌ها می‌پردازد.
این استاندارد شامل چند بخش است:
- ایزو/آی‌ئی‌سی ۲۴۷۲۷-۱:Architecture) تعیین چارچوب کاری مفهومی. این اطلاعات زمینه لارم برای بخش بعدی را فراهم می‌کند. (معماری)
- ایزو/آی‌ئی‌سی ۲۴۷۲۷-۲: Generic card interface) جزئیات کارکردی و ساختارهای اطلاعات مورد نیاز مرتبط با پیاده‌سازی واسط برنامه تعریف شده در ایزو/آی‌ئی‌سی ۲۴۷۲۷-۳. (واسط عمومی کارت)
- ایزو/آی‌ئی‌سی ۲۴۷۲۷-۳: Application interface) جزئیات مکانیزم سرویس دسترسی برای کاربر به وسیلهٔ هر برنامه برای دربر گرفتن پرتکل‌های تععین اعتباری که در حال استفاده هستند توسط سیستم‌های هویتی (نظیر PIN و کلیدهای بیومتریک و کلیدهای متقارن). (واسط برنامه نویسی)
- ایزو/آی‌ئی‌سی ۲۴۷۲۷-۴:API Administration) جزئیات مدل امنیتی و واسط برای پیام‌رسانی امن درون چارچوب کاری. (مدیریت API)
- ایزو/آی‌ئی‌سی ۲۴۷۲۷-۵:Testing) ملزومات لازم برای تست و ارزیابی اطمینان از کارایی مطلوب را دربر خواهد گرفت. (تست و بررسی)
- ایزو/آی‌ئی‌سی FCD ۲۴۷۲۷-۶: Registration authority) اعتبارسنجی روالها برای پروتکلهای احراز هویت به منظور تعامل سیستم‌ها

چارچوب کاری ایزو/آی‌ئی‌سی ۲۴۷۲۷ مکانیزم‌ها و عناصری را برای احراز هویت امن و چند منظوره (interoperable)، صرف نظر از متد و تکنولوژی استفاده شده در پیاده‌سازی مدیریت شناسایی را فراهم می‌کند.